# 塞里
塞里（法語：Séris，法語發音：[seʁi]）是法国卢瓦-谢尔省的一个市镇，属于布卢瓦区。

## 地理
塞里（47°45'25"N, 1°30'7"E）面积17.52 平方千米，位于法国中央-卢瓦尔河谷大区卢瓦-谢尔省，该省份为法国中北部省份，北起厄尔-卢瓦省，东北接卢瓦雷省，东南接谢尔省，南至安德尔省，西南接安德尔-卢瓦尔省，西北接萨尔特省。
与塞里接壤的市镇（或旧市镇、城区）包括：阿瓦赖、孔克里耶、若讷、莱斯蒂乌、梅尔、塔尔西、维勒克桑通。

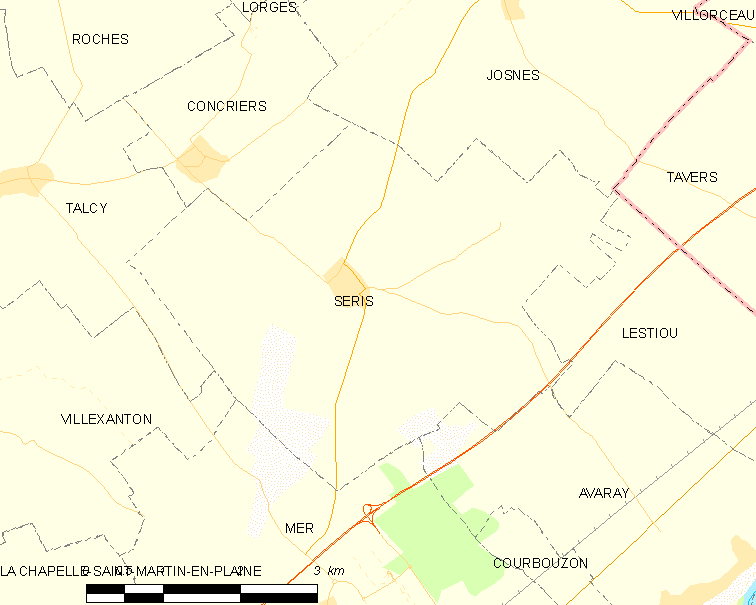
塞里的OSM定位图

塞里的时区为UTC+01:00、UTC+02:00（夏令时）。

## 行政
塞里的邮政编码为41500，INSEE市镇编码为41245。

## 政治
塞里所属的省级选区为拉博斯县。

## 人口

1962-2008年间塞里人口变化图示

塞里于2022年1月1日时的人口数量为396人。